# Leif Stenberg
Leif Evert Börje Stenberg, född 21 juni 1932 i Maria Magdalena i Stockholm, död 21 november 1985 i Engelbrekt i Stockholm, var en svensk affärsman. Han var utpekad men aldrig dömd gangsterkung främst inom ekonomisk brottslighet, under 1960-talet kallad Leif Skiffer och även känd som Mr. X,

## Biografi
Stenberg etablerade sig under 1950-talet som bilhandlare i Stockholm, och kom senare att även syssla med fastighetsaffärer. I februari 1976 slog 150 poliser till mot Stenbergs bolag, men utredningarna resulterade inte i någonting annat än ett åtal 1978 om skattebrott. Han figurerade under flera år i polisutredningar, något som redogjordes för 1982 i ett reportage i tidningen Vi. Artikeln fälldes av Pressens Opinionsnämnd, medan den ansvarige utgivaren Allan Larsson friades 1983 i ett åtal för förtal.
1985 fick Stenberg ett konstgjort mekaniskt hjärta. Detta mekaniska hjärta var av typen "Jarvik-7", och Stenberg blev därmed den fjärde personen i världen som fick inopererat ett sådant. I samband med detta lades alla åtal ner mot honom då han ansågs för sjuk för att klara en rättsprocess. Han levde åtta månader med plasthjärtat. Han gifte sig kort efter operationen den 3 mars 1985 för andra gången med tidigare hustrun Inga Eleonora Stenberg född 29 november 1929 i Oscars församling, död 24 mars 1988.
I sin självbiografi Jakten mot nollpunkten. En roman om mig själv från 2008 berättar Carl Johan De Geer om sina möten med Mr. X, i boken kallad Stenhammar-Granit. Det finns även en radiodokumentär P4 i två delar om Mr. X av Fredrik Johnsson.

### Familj
Leif Stenberg var gift två gånger med Inga Eleonora Stenberg (1929–1988). De blev föräldrar till bland andra tv-producenten Madeleine Stenberg, som varit gift med regissören Kjell Sundvall. Leif Stenberg och hustrun Inga Stenberg är begravda på Norra begravningsplatsen i Stockholm.